# Тропический климат с сухой зимой и дождливым летом

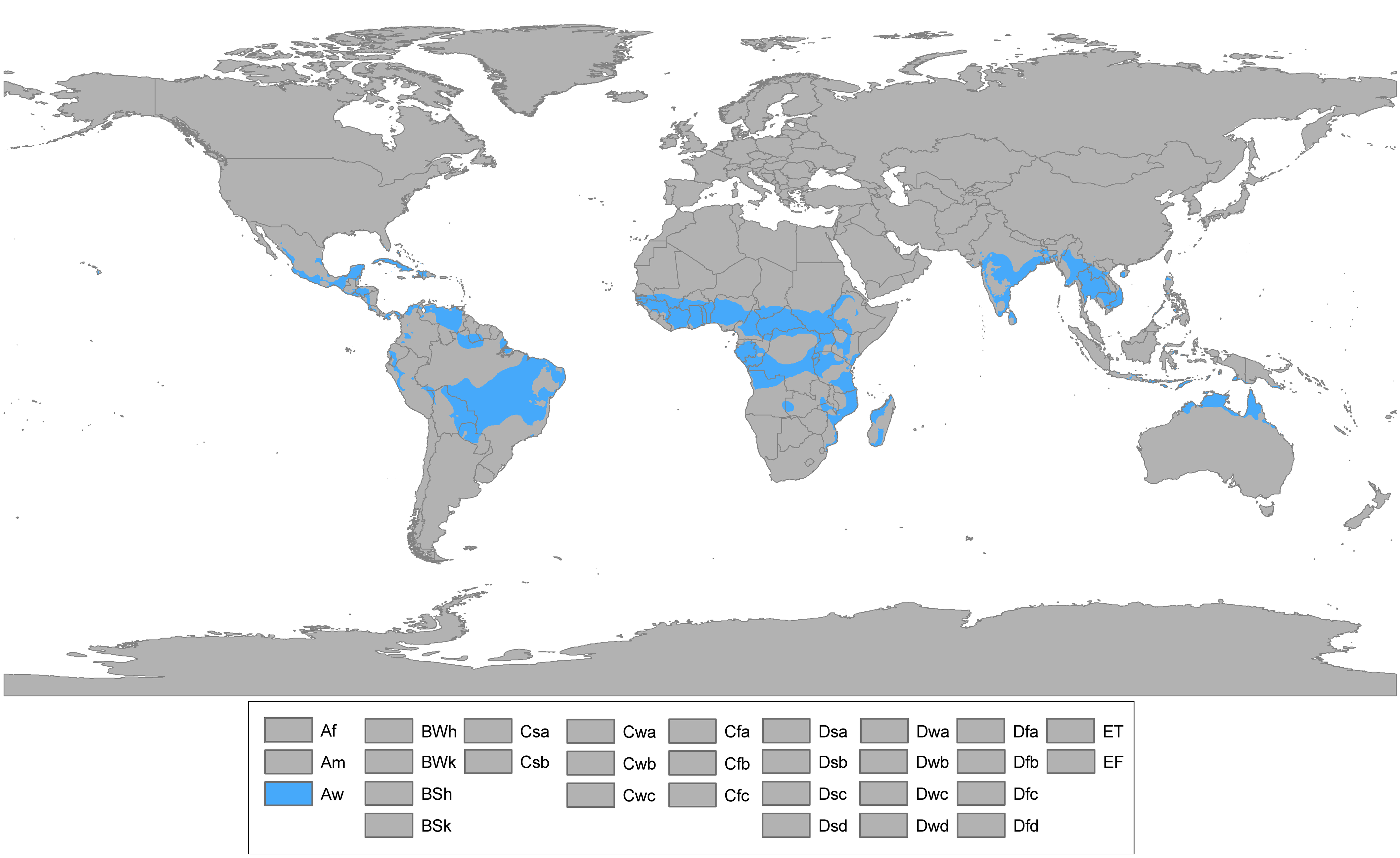
Распространение тропического климата с сухой зимой и дождливым летом (Aw)

Тропический климат с сухой зимой и дождливым летом (или тропический климат саванн) — разновидность тропического климата, для которой есть ярко выраженная сезонность — сухая зима и дождливое лето. В классификации климатов Кёппена для него соответствуют буквы (Aw).

## Характеристика
Тропический климат с влажным летом и сухой зимой имеет 2 ярко выраженных сезона. По классификации климатов Кёппена месяц в тропическом климате считается дождливым, если осадков в нем не меньше 60 мм. Остальные месяцы считаются сухими. Данный тип климата формируется, если число дождливых месяцев составляет от трех до девяти в течение календарного года. Для этого климата, как и для остальных тропических климатов, среднемесячные температуры воздуха превышают 17˚ в течение всего года.
В условиях данного типа климата формируется ландшафт саванны. Иногда этот тип климата так и называют тропический климат саванн.

## География
Aw климат распространен в обоих полушариях. В Евразии этот климат характерен для Филиппин, Вьетнама, Лаоса, Камбоджи, Таиланда, Мьянмы, восточных и южных частей Индии (штаты Тамилнад, Андхра-Прадеш, Орисса, юг Западной Бенгалии, для южной части Бангладеш, северной части Шри-Ланки, на западе острова Хайнань. Этот климат распространен также на полуостровах Кейп-Йорк и Арнемленд в Австралии, на острове Тимор и южном побережье острова Папуа-Новая Гвинея.
В Африке этот климат широкой полосой распространился от Атлантического до Индийского океанов и характерен для Гамбии, юга Сенегала, Гвинеи, Кот-д’Ивуара, юга Мали и Буркина-Фасо, Ганы, Того, Бенина, Нигерии, центрального Камеруна, Южного Судана, ЦАР, Уганды, Бурунди, Руанды, Танзании, Габона, Конго, запада ДРК и северной Анголы, побережья Мозамбика и северо-западного Мадагаскара.
В Америке этот климат характерен для южной Флориды, Гавайских островов, тихоокеанского побережья Мексики (от Синалоа до Чьяпаса), мексиканского штата Табаско и полуострова Юкатан, Сальвадора, центрального Гондураса, Панамы, Кубы, Гаити, северной и центральной Венесуэлы, центральной и северо-восточной Бразилии, восточной Боливии, северного Парагвая.